# Ланца, Джезуальдо
Джезуальдо Ланца (итал. Gesualdo Lanza; 1779, Неаполь — 12 марта 1859, Лондон) — британский композитор и музыкальный педагог итальянского происхождения. Сын дирижёра и композитора Джузеппе Ланца, брат Франческо Ланца.

## Биография
Вместе с отцом в 1792 г. переселился в Лондон, где и провёл всю жизнь. Учился у своего отца и вскоре стал популярным в английской столице музыкальным педагогом. Среди его учеников наибольшей известностью пользовалась Кэтрин Стивенс, занимавшаяся у Ланца в 1807—1813 гг. В 1809 г. он опубликовал учебное пособие «Основы пения в итальянском и английском стиле» (англ. The Elements of Singing in the Italian and English Styles), а в 1817 г. — «Основы пения, доступно иллюстрированные примерами» (англ. The Elements of Singing familiarly exemplified), многократно переиздававшиеся на протяжении столетия. В 1842 г. Ланца решил перейти от частных уроков к более основательной методе и открыл собственную школу, приурочив к этому ряд публичных лекций о преимуществах группового обучения вокалу и выпуск брошюры (англ. Guide to System of Singing in Classes).
Музыкальные сочинения Ланца преимущественно носили лёгкий салонный характер: это, в основном, фортепианные пьесы и вокальные сочинения с различным инструментальным сопровождением. Кроме того, ему принадлежит опера «Пустыни Аравии» (англ. The deserts of Arabia; 1806, опубликовано фортепианное переложение, выполненное братом Ланца Франческо) и ряд церковных сочинений, в том числе Gran Messa di Gloria и Stabat Mater.